# Liste der Kulturdenkmale in Walddorf (Kottmar)
In der Liste der Kulturdenkmale in Walddorf sind die Kulturdenkmale des Ortsteils Walddorf der sächsischen Gemeinde Kottmar verzeichnet, die bis November 2018 vom Landesamt für Denkmalpflege Sachsen erfasst wurden (ohne archäologische Kulturdenkmale). Die Anmerkungen sind zu beachten.

## Liste der Kulturdenkmale in Walddorf
| Bild                                    | Bezeichnung | Lage                                                             | Datierung | Beschreibung | ID       |
| --------------------------------------- | --- | ---------------------------------------------------------------- | --- | --- | -------- |
|                                         | Löfflerdenkmal | (Nördlich von Walddorf, im Kottmarwald) (Karte)                  | 1884 | Erinnerungsstein für den Ratsförster Löffler, grob behauener Stein mit Gipskartusche, von Schleife gehalten, ca. 1 m hoch, ortsgeschichtlich von Bedeutung | 08960191 |
| Weitere Bilder                          | Spreequelle mit Denkmal für die Gefallenen des Ersten Weltkrieges | (nördlich von Walddorf im Kottmarwald, Flurstück 222/15) (Karte) | 1921 | Spreequelle vom Lusatia Gebirgsverein für ihre im Ersten Weltkrieg gefallenen Mitglieder errichtet, halbrund in Phonolith/Granit eingefasst, mit Medaillons zweier Krieger und Inschrifttafel mit den Heimatorten der Gefallenen, baugeschichtlich und ortsgeschichtlich von Bedeutung | 09306153 |
|                                         | Sachgesamtheit Königlich-Sächsische Triangulierung („Europäische Gradmessung im Königreich Sachsen“); Station 44 Kottmar                                              | Auf dem Kottmar 1 (bei), nahe der Kottmarbaude (Karte)           | Bezeichnet mit 1864 | Triangulationsstein; Station 2. Ordnung, bedeutendes Zeugnis der Geodäsie des 19. Jahrhunderts, vermessungsgeschichtlich von Bedeutung. Der Kottmar ist ein erloschener Schichtvulkan, der aus Phonolit besteht. Die Säule ist aus fünf Neusalzaer Granitblöcken zusammengesetzt und etwa 2,80 Meter hoch. Abgeschlossen wird die Säule von einer Deckplatte mit Abbruchstellen. Ob eine Inschrift eingemeißelt wurde, ist nicht geklärt, die vorhandene Schrifttafel mit der Inschrift „Station / KOTTMAR/ der /Kön.Sächs. / Triangulierung /1864“ wurde wahrscheinlich später angebracht. Die Säule wurde von Friedrich Robert Helmert eingemessen und aufgestellt. Von 1862 bis 1890 erfolgte im Königreich Sachsen eine Landesvermessung, bei der zwei Dreiecksnetze gebildet wurden. Zum einen handelt es sich um das Netz für die Gradmessung im Königreich Sachsen (Netz I. Classe/Ordnung) mit 36 Punkten und die Königlich Sächsische Triangulierung (Netz II. Classe/Ordnung) mit 122 Punkten. Die hierfür gesetzten Vermessungssäulen blieben fast vollständig an ihren ursprünglichen Standorten erhalten. Sie sind ein eindrucksvolles Zeugnis der Geschichte der Landesvermessung in Deutschland sowie in Sachsen. Das System der Vermessungssäulen beider Ordnungen ist in seiner Gesamtheit ein Kulturdenkmal von überregionaler Bedeutung. | 09303142 |
| Weitere Bilder                          | Aussichtsturm und Kottmarbaude mit dem gesamten Flurstück 222/1 | Auf dem Kottmar 1 (Karte)                                        | Bezeichnet mit 1881 (Aussichtsturm); 1882 (Baude)                                                                       | Baude als Nachfolger eines Lusthäuschens von 1827, Aussichtsturm in Ziegelbauweise, auf dem Flurstück auch die Triangulationssäule, baugeschichtlich und ortsgeschichtlich von Bedeutung | 08960193 |
| Weitere Bilder                          | Drei Sprungschanzen | Auf dem Kottmar 2 (Karte)                                        | 1964–1968 | Im Vergleich mit anderen sächsischen Schanzen viel vom Ursprung erhalten, dabei Holzaufbauten, baugeschichtlich, ortsgeschichtlich und sportgeschichtlich von Bedeutung | 09306151 |
| Direkt Bild zu diesem Denkmal hochladen | Wohnhaus (Umgebinde) | Brunnenweg 1 (Karte)                                             | 1. Hälfte 19. Jahrhundert                                                                                               | Eingeschossig, straßenbildprägend, baugeschichtlich von Bedeutung | 08960206 |
| Direkt Bild zu diesem Denkmal hochladen | Wohnhaus | Brunnenweg 3 (Karte)                                             | 19. Jahrhundert | Mit Vorlaube, Giebel verschiefert, baugeschichtlich von Bedeutung | 08960557 |
| Direkt Bild zu diesem Denkmal hochladen | Wohnhaus (Umgebinde) | Brunnenweg 4 (Karte)                                             | 1. Hälfte 19. Jahrhundert                                                                                               | Eingeschossiges Doppelstubenhaus, trotz Veränderungen im massiven Teil überwiegend im ortstypischen Aussehen erhalten, baugeschichtlich von Bedeutung | 08960205 |
| Direkt Bild zu diesem Denkmal hochladen | Wohnhaus (Umgebinde) mit Anbau | Brunnenweg 7 (Karte)                                             | Um 1850 | Obergeschoss Fachwerk verschiefert, Umgebindekonstruktion mit profilierten Stützen, regionaltypische Holzbauweise, baugeschichtlich von Bedeutung | 08960173 |
| Direkt Bild zu diesem Denkmal hochladen | Wohnhaus (Umgebinde) | Brunnenweg 8 (Karte)                                             | 2. Hälfte 18. Jahrhundert laut Auskunft                                                                                 | Eingeschossiges Umgebindehaus, Giebelverschieferung, weitgehend im ursprünglichen Sinne erhalten, baugeschichtlich von Bedeutung | 08960207 |
| Direkt Bild zu diesem Denkmal hochladen | Wohnhaus (Umgebinde) | Brunnenweg 9 (Karte)                                             | Bezeichnet mit 1797 | Obergeschoss Fachwerk, zweifarbig verschiefert, Umgebinde-Konstruktion mit profilierten Stützen, Granittürstock, Mansarddach, Gebäude im ursprünglichen Aussehen erhalten, baugeschichtlich von Bedeutung | 08960172 |
| Direkt Bild zu diesem Denkmal hochladen | Wohnhaus (Umgebinde) | Brunnenweg 10 (Karte)                                            | 1. Hälfte 19. Jahrhundert, womöglich älter                                                                              | Eingeschossiges Umgebindehaus, Zeugnis ländlicher, regionaltypischer Holzbauweise, baugeschichtlich von Bedeutung | 08960208 |
| Direkt Bild zu diesem Denkmal hochladen | Wohnhaus (Umgebinde) | Forststraße 2 (Karte)                                            | 1. Hälfte 19. Jahrhundert                                                                                               | Obergeschoss Fachwerk verschiefert, ortsbildtypisch, baugeschichtlich von Bedeutung | 08960152 |
| Direkt Bild zu diesem Denkmal hochladen | Forsthaus | Forststraße 8 (Karte)                                            | Um 1900 | Gründerzeitliche Putzfassade, hübscher hölzerner Eingangsvorbau, ortsgeschichtlich und baugeschichtlich von Bedeutung | 08960163 |
| Direkt Bild zu diesem Denkmal hochladen | Wohnhaus (Umgebinde) | Grenzweg 3 (Karte)                                               | 1. Hälfte 19. Jahrhundert                                                                                               | Eingeschossig, regionaltypische Holzbauweise, baugeschichtlich von Bedeutung | 08960153 |
| Direkt Bild zu diesem Denkmal hochladen | Gemeinde-Armenhaus | Grenzweg 5 (Karte)                                               | 1819 laut Chronik | Sozialgeschichtlich und ortsgeschichtliche Bedeutung | 08960150 |
| Direkt Bild zu diesem Denkmal hochladen | Wohnhaus (Umgebinde) | Grenzweg 7 (Karte)                                               | Um 1850 | Eingeschossiges Doppelstubenhaus, Bestandteil der Siedlungsstruktur, baugeschichtlich von Bedeutung | 08960151 |
| Weitere Bilder                          | Wohnhaus (Umgebinde) | Humboldtweg 1 (Karte)                                            | 1. Hälfte 19. Jahrhundert, womöglich älter                                                                              | Obergeschoss Fachwerk verkleidet, großer Umgebindeüberstand, baugeschichtlich von Bedeutung | 08960217 |
| Weitere Bilder                          | Wohnhaus (Umgebinde) | Humboldtweg 3 (Karte)                                            | Um 1800 | Eingeschossig, landschaftstypische Bauweise, baugeschichtlich von Bedeutung | 08960216 |
| Weitere Bilder                          | Wohnhaus (Umgebinde) mit Seitenflügel | Humboldtweg 4 (Karte)                                            | Bezeichnet mit 1867 | Obergeschoss Fachwerk verkleidet, Granit-Türstock, baugeschichtlich von Bedeutung | 08960215 |
| Weitere Bilder                          | Wohnhaus (Umgebinde) | Hutungstraße 1 (Karte)                                           | Um 1800 | Obergeschoss Fachwerk, zum Teil verschiefert, laubenartiger Vorsprung, integrativer Bestandteil der reizvollen Umgebungsstruktur, baugeschichtlich von Bedeutung | 08960124 |
| Weitere Bilder                          | Wohnhaus (Umgebinde) | Hutungstraße 4 (Karte)                                           | Um 1850 | Obergeschoss Fachwerk zweifarbig verschiefert, ortsbildtypisches Aussehen, baugeschichtlich von Bedeutung | 08960113 |
| Direkt Bild zu diesem Denkmal hochladen | Wohnhaus | Hutungstraße 5 (Karte)                                           | 2. Hälfte 18. Jahrhundert                                                                                               | Obergeschoss Fachwerk verkleidet, Konstruktion weitgehend unverändert, Bestandteil der malerisch wirkenden Umgebungsstruktur, baugeschichtlich von Bedeutung | 08960117 |
| Weitere Bilder                          | Wohnhaus (Umgebinde) | Hutungstraße 6 (Karte)                                           | Um 1850 | Eingeschossiges Umgebindehaus, Bestandteil der zentralen Ortsstruktur, baugeschichtlich von Bedeutung | 08960118 |
| Direkt Bild zu diesem Denkmal hochladen | Wohnhaus (Umgebinde) ohne Anbauten | Hutungstraße 7 (Karte)                                           | Um 1850 | Obergeschoss Fachwerk verkleidet, Umgebinde-Ständer profiliert, regionaltypische Holzbauweise, baugeschichtlich von Bedeutung | 08960175 |
| Direkt Bild zu diesem Denkmal hochladen | Wohnstallhaus (Umgebinde) mit Anbau | Hutungstraße 8 (Karte)                                           | Bezeichnet mit 1822 | Doppelstubenhaus, Obergeschoss Fachwerk verkleidet, Krüppelwalmdach mit 3 Fledermausgaupen, profilierte Umgebinde-Ständer, ortsbildtypisch, baugeschichtlich von Bedeutung | 08960116 |
|                                         | Wohnhaus (Umgebinde) | Hutungstraße 12 (Karte)                                          | Um 1850 | Doppelstubenhaus, Obergeschoss Fachwerk verbrettert, profilierte Umgebinde-Ständer, regionaltypische Konstruktion, baugeschichtlich von Bedeutung | 08960115 |
| Weitere Bilder                          | Wohnhaus (Umgebinde) | Hutungstraße 14 (Karte)                                          | 1. Hälfte 19. Jahrhundert                                                                                               | Eingeschossiges Doppelstubenhaus, Dachhecht, ortstypische Holzbauweise, baugeschichtlich von Bedeutung | 08960186 |
| Direkt Bild zu diesem Denkmal hochladen | Wohnhaus | Hutungstraße 20 (Karte)                                          | Um 1850 | Obergeschoss Fachwerk, ornamental verschiefert (Sonnenmuster), regionaltypisch, baugeschichtlich von Bedeutung | 08960188 |
|                                         | Wohnhaus (Umgebinde) | Hutungstraße 21 (Karte)                                          | Um 1850 | Eingeschossiges Doppelstubenhaus, ortstypische Gestaltung, baugeschichtlich von Bedeutung | 08960190 |
|                                         | Wohnhaus (Umgebinde) | Hutungstraße 22 (Karte)                                          | Bezeichnet mit 1832 | Doppelstubenhaus, Obergeschoss Fachwerk verschiefert, Umgebinde-Konstruktion mit profilierten Stützen, schönes Korbbogenportal, in hohem Maße im ursprünglichen Aussehen erhalten, baugeschichtlich von Bedeutung | 08960189 |
| Weitere Bilder                          | Wohnstallhaus (Umgebinde) | Käthe-Kollwitz-Straße 4 (Karte)                                  | Bezeichnet mit 1791 | Überstehendes Obergeschoss Fachwerk verbrettert, Satteldach mit zwei (ehemals drei) Fledermausgaupen, Korbbogenportal, in hohem Maße im ursprünglichen Aussehen erhaltenes Beispiel regionaltypischer Holzbauweise, baugeschichtlich von Bedeutung | 08960111 |
| Weitere Bilder                          | Wohnstallhaus (Umgebinde) | Käthe-Kollwitz-Straße 6 (Karte)                                  | 18. Jahrhundert | Obergeschoss Fachwerk verkleidet, Dachhecht, baugeschichtlich von Bedeutung | 08960110 |
| Direkt Bild zu diesem Denkmal hochladen | Wohnhaus (Umgebinde) | Käthe-Kollwitz-Straße 8 (Karte)                                  | 18. Jahrhundert | Obergeschoss Fachwerk, Langseite ornamentale Schieferung, in der typischen Oberlausitzer Form gestaltet, baugeschichtlich von Bedeutung | 08960107 |
| Weitere Bilder                          | Wohnstallhaus (Umgebinde) | Käthe-Kollwitz-Straße 9 (Karte)                                  | Um 1850 | Obergeschoss Fachwerk verkleidet, straßenbildprägend, baugeschichtlich von Bedeutung | 08960109 |
| Direkt Bild zu diesem Denkmal hochladen | Wohnhaus (Umgebinde) und Scheune | Käthe-Kollwitz-Straße 10 (Karte)                                 | Um 1800 | Obergeschoss Fachwerk verschiefert (teils ornamental), Dach mit drei Fledermausgaupen, Holzscheune, in hohem Maße im ursprünglichen Aussehen erhaltenes Beispiel Oberlausitzer Holzbauweise, baugeschichtlich von Bedeutung | 08960106 |
| Weitere Bilder                          | Wohnhaus (Umgebinde) mit Anbau | Käthe-Kollwitz-Straße 11 (Karte)                                 | 18. Jahrhundert | Obergeschoss Fachwerk verkleidet, Umgebinde um Erweiterungsbau herumgezogen, straßenbildprägend, baugeschichtlich von Bedeutung | 08960108 |
| Direkt Bild zu diesem Denkmal hochladen | Wohnstallhaus (Umgebinde) | Käthe-Kollwitz-Straße 12 (Karte)                                 | Um 1800 | Obergeschoss Fachwerk verkleidet, Dach mit drei Fledermausgaupen, Korbbogenportal, typische Oberlausitzer Holzbauweise, baugeschichtlich von Bedeutung | 08960105 |
| Direkt Bild zu diesem Denkmal hochladen | Wohnhaus (Umgebinde), ohne Anbau | Käthe-Kollwitz-Straße 14 (Karte)                                 | Bezeichnet mit 1860 | Doppelstubenhaus, Obergeschoss Fachwerk verkleidet, im Dach drei Fledermausgaupen, Umgebinde-Ständer profiliert, Granit-Türstock, Zeugnis der späteren regionaltypischen Holzbauweise, baugeschichtlich von Bedeutung | 08960138 |
| Direkt Bild zu diesem Denkmal hochladen | Wohnhaus (Umgebinde) | Käthe-Kollwitz-Straße 16 (Karte)                                 | 1. Hälfte 19. Jahrhundert                                                                                               | Obergeschoss Fachwerk verschiefert; regionaltypische Bauweise, durch freie Fläche ortsbildprägend, baugeschichtlich von Bedeutung | 08960140 |
| Direkt Bild zu diesem Denkmal hochladen | Wohnhaus (Umgebinde) mit Anbau | Käthe-Kollwitz-Straße 17 (Karte)                                 | 1. Hälfte 19. Jahrhundert                                                                                               | Breitgelagerter Baukörper mit Mansarddach, Doppelstubenhaus, Obergeschoss Fachwerk, Umgebindekonstruktion mit profilierten Stützen, zum Garten schönes Korbbogenportal, an eine Giebelseite Sommerstube angebaut, straßenbildprägend, baugeschichtlich von Bedeutung | 08960139 |
| Direkt Bild zu diesem Denkmal hochladen | Wohnhaus (Umgebinde) | Käthe-Kollwitz-Straße 18 (Karte)                                 | 1. Hälfte 19. Jahrhundert                                                                                               | Obergeschoss Fachwerk verkleidet, Doppelstubenhaus, Dach mit drei Fledermausgaupen, Umgebinde-Ständer profiliert, Korbbogenportal, straßenbildprägend, baugeschichtlich von Bedeutung | 08960142 |
| Direkt Bild zu diesem Denkmal hochladen | Wohnhaus (Umgebinde) | Käthe-Kollwitz-Straße 20 (Karte)                                 | Um 1850 | Obergeschoss Fachwerk verkleidet, ortsbildtypisch, straßenbildprägend, baugeschichtlich von Bedeutung | 08960143 |
| Direkt Bild zu diesem Denkmal hochladen | Wohnhaus (Umgebinde) | Käthe-Kollwitz-Straße 21 (Karte)                                 | Bezeichnet mit 1843, Kern womöglich älter                                                                               | Obergeschoss Fachwerk verkleidet, Dach mit drei Fledermausgaupen, Umgebinde-Ständer profiliert, Korbbogenportal, ortsbildtypisch, straßenbildprägend, baugeschichtlich von Bedeutung | 08960141 |
| Direkt Bild zu diesem Denkmal hochladen | Wohnhaus (Umgebinde) mit Anbau sowie Seitengebäude | Käthe-Kollwitz-Straße 23 (Karte)                                 | Bezeichnet mit 1846 | Wohnhaus Doppelstubenhaus, Obergeschoss Fachwerk verkleidet, im Dach drei Fledermausgaupen, Umgebinde-Ständer profiliert, schönes Korbbogenportal, kleines massives Nebengebäude, ortsbildtypisches Wohnhaus, straßenbildprägend, baugeschichtlich von Bedeutung | 08960144 |
| Direkt Bild zu diesem Denkmal hochladen | Wohnhaus (Umgebinde), ohne Anbau | Käthe-Kollwitz-Straße 24 (Karte)                                 | 1. Hälfte 19. Jahrhundert                                                                                               | Eingeschossig, trotz Veränderungen Bestandteil der Umgebinde-Landschaft, baugeschichtlich von Bedeutung | 08960147 |
| Direkt Bild zu diesem Denkmal hochladen | Wohnhaus (Umgebinde), ohne Anbau, im Garten Handschwengelpumpe | Käthe-Kollwitz-Straße 25 (Karte)                                 | 18. Jahrhundert | Eingeschossiges Umgebindehaus, Fachwerk-Giebel, trotz Veränderungen straßenbildprägend durch intakten Umgebinde-Teil, baugeschichtlich von Bedeutung | 08960145 |
| Direkt Bild zu diesem Denkmal hochladen | Wohnhaus (Umgebinde) | Käthe-Kollwitz-Straße 26 (Karte)                                 | Um 1800 | Obergeschoss Fachwerk verkleidet, Doppelstubenhaus, zum Teil Umgebindeständer profiliert, Bestandteil des reizvollen Straßenbildes, baugeschichtlich von Bedeutung | 08960148 |
| Direkt Bild zu diesem Denkmal hochladen | Wohnhaus (Umgebinde) mit Anbau | Käthe-Kollwitz-Straße 27 (Karte)                                 | 18. Jahrhundert | Obergeschoss Fachwerk verbrettert bzw. verschiefert, Umgebinde-Ständer profiliert, baugeschichtlich bedeutsam und straßenbildprägend | 08960146 |
| Direkt Bild zu diesem Denkmal hochladen | Wohnhaus (Umgebinde) | Käthe-Kollwitz-Straße 29 (Karte)                                 | 18. Jahrhundert | Obergeschoss Fachwerk verbrettert, Giebel verschiefert, Dachhecht, Bestandteil der ortsbildtypischen Bebauung, baugeschichtlich und architektonisch von Interesse | 08960149 |
| Direkt Bild zu diesem Denkmal hochladen | Wohnhaus (Umgebinde) | Käthe-Kollwitz-Straße 33 (Karte)                                 | 2. Hälfte 19. Jahrhundert                                                                                               | Obergeschoss Fachwerk, verkleidet, Dach mit zwei Fledermausgaupen, an ortsbildprägender Stelle, baugeschichtlich von Bedeutung | 08960165 |
| Direkt Bild zu diesem Denkmal hochladen | Wohnhaus (Umgebinde) | Käthe-Kollwitz-Straße 34 (Karte)                                 | 1. Hälfte 19. Jahrhundert                                                                                               | Eingeschossig, ortsbildtypisch, prägt das Straßenbild mit, baugeschichtlich von Bedeutung | 08960164 |
| Direkt Bild zu diesem Denkmal hochladen | Wohnhaus (Umgebinde) mit Anbau sowie Nebengebäude (Umgebinde) | Käthe-Kollwitz-Straße 38 (Karte)                                 | Bezeichnet mit 1825 (Wohnhaus); nach 1900 (Nebengebäude)                                                                | Wohnhaus Obergeschoss Fachwerk, verkleidet, mit Umgebindeanbau, Umgebinde-Ständer profiliert, Korbbogenportal, recht ursprünglich erhalten, an ortsbildprägender Stelle, eingeschossiges Nebengebäude, baugeschichtlich von Bedeutung | 08960166 |
| Direkt Bild zu diesem Denkmal hochladen | Ehemalige Schule, später Gemeindeamt (ohne Anbau) | Kirschallee 1 (Karte)                                            | 1902 | Historisierender Putzbau mit Ziegelsteingliederung, von ortshistorischer Bedeutung | 08960185 |
| Direkt Bild zu diesem Denkmal hochladen | Trockenmauer | Kottmarhäuser (oberhalb von Nr. 11, 12, 13 und 14) (Karte)       | 19. Jahrhundert | Ortsbildprägend und baugeschichtlich von Bedeutung | 08960229 |
|                                         | Wohnhaus (Umgebinde) | Kottmarhäuser 1 (Karte)                                          | 1. Hälfte 19. Jahrhundert                                                                                               | Obergeschoss Fachwerk verschiefert, straßenbildprägend, baugeschichtlich von Bedeutung | 08960196 |
| Direkt Bild zu diesem Denkmal hochladen | Wohnhaus (Umgebinde) | Kottmarhäuser 9 (Karte)                                          | Um 1800 | Obergeschoss Fachwerk zweifarbig verschiefert, exponierte Lage, baugeschichtlich von Bedeutung | 08960194 |
| Weitere Bilder                          | Wohnhaus (Umgebinde) | Kottmarhäuser 11 (Karte)                                         | Nach 1800 | Obergeschoss Fachwerk, zum Teil verbrettert, straßenbildprägend, baugeschichtlich von Bedeutung | 08960195 |
| Direkt Bild zu diesem Denkmal hochladen | Wohnhaus mit Seitenflügel | Kottmarhäuser 12 (Karte)                                         | 18. Jahrhundert | Stattliches massives Gebäude mit Mansarddach, Haupteingang mittig mit Korbbogenportal mit doppelläufiger Freitreppe, wahrscheinlich die Bleiche, besondere ortsgeschichtliche Bedeutung | 08960198 |
| Direkt Bild zu diesem Denkmal hochladen | Wegestein | Kottmarhäuser 12 (gegenüber) (Karte)                             | Um 1900 | Verkehrsgeschichtlich von Bedeutung | 08960230 |
| Direkt Bild zu diesem Denkmal hochladen | Wohnhaus (Umgebinde) | Kottmarhäuser 16 (Karte)                                         | Um 1850 | Obergeschoss Fachwerk verschiefert, straßenbildprägend, baugeschichtlich von Bedeutung | 08960197 |
| Direkt Bild zu diesem Denkmal hochladen | Wohnhaus mit Laden | Lange Gasse 3 (Karte)                                            | Um 1800 | Obergeschoss Fachwerk ornamental verschiefert, Krüppelwalmdach mit zwei Fledermausgaupen, integrativer Bestandteil der Ortsstruktur, baugeschichtlich von Bedeutung | 08960123 |
| Weitere Bilder                          | Wohnhaus (Umgebinde) | Lange Gasse 4 (Karte)                                            | Um 1800 | Eingeschossig; ortsbildtypisch, baugeschichtlich von Bedeutung | 08960177 |
| Direkt Bild zu diesem Denkmal hochladen | Wohnhaus (Umgebinde) | Lange Gasse 5 (Karte)                                            | Um 1800 | Obergeschoss Fachwerk verbrettert, Langseite zweifarbig verschiefert, Krüppelwalmdach mit Fledermausgaupen, ortsbildtypisch, baugeschichtlich von Bedeutung | 08960126 |
| Weitere Bilder                          | Wohnhaus (Umgebinde) mit Anbauten | Lange Gasse 6 (Karte)                                            | 1. Hälfte 19. Jahrhundert                                                                                               | Obergeschoss Fachwerk verkleidet, Umgebinde-Ständer profiliert, Krüppelwalmdach mit drei Fledermausgaupen, Zeugnis ländlicher Holzbauweise, baugeschichtlich von Bedeutung | 08960178 |
| Weitere Bilder                          | Wohnhaus (Umgebinde) mit Anbau | Lange Gasse 7 (Karte)                                            | Um 1850 | Obergeschoss Fachwerk ornamental verschiefert, profilierte Umgebinde-Ständer, Korbbogenportal, straßenbildprägend, baugeschichtlich von Bedeutung | 08960125 |
| Weitere Bilder                          | Wohnhaus (Umgebinde) | Lange Gasse 8 (Karte)                                            | 1. Hälfte 19. Jahrhundert                                                                                               | Eingeschossiges Umgebindehaus, Giebel verschiefert, weitgehend ortsbildtypisch erhalten, baugeschichtlich von Bedeutung | 08960179 |
| Weitere Bilder                          | Wohnhaus (Umgebinde) | Lange Gasse 9 (Karte)                                            | 1. Hälfte 19. Jahrhundert                                                                                               | Obergeschoss Fachwerk, teils verbrettert, teils verschiefert, ortsbildtypisch, baugeschichtlich von Bedeutung | 08960127 |
| Weitere Bilder                          | Wohnhaus (Umgebinde) | Lange Gasse 10 (Karte)                                           | 1. Hälfte 19. Jahrhundert                                                                                               | Eingeschossiges Doppelstubenhaus, weitgehend ortsbildtypisch erhalten, baugeschichtlich von Bedeutung | 08960180 |
| Weitere Bilder                          | Doppelwohnhaus (beide Häuser mit Umgebinde) | Lange Gasse 12, 14 (Karte)                                       | Um 1800 | Eingeschossiges Doppelwohnhaus, straßenseitiger Giebel zweifarbig verschiefert, ortsbildtypisch, baugeschichtlich von Bedeutung | 08960181 |
| Weitere Bilder                          | Wohnhaus (Umgebinde) | Lange Gasse 13 (Karte)                                           | Um 1850 | Eingeschossiges Umgebindehaus, ortsbildtypisch, baugeschichtlich von Bedeutung | 08960128 |
| Weitere Bilder                          | Wohnhaus (Umgebinde) | Lange Gasse 16 (Karte)                                           | 1. Hälfte 19. Jahrhundert                                                                                               | Eingeschossiges Umgebindehaus, prägt das Straßenbild mit, baugeschichtlich von Bedeutung | 08960182 |
| Weitere Bilder                          | Wasserstube im Garten | Lange Gasse 18 (Karte)                                           | 1. Hälfte 19. Jahrhundert                                                                                               | Baugeschichtlich von Bedeutung. Ein ehemals denkmalgeschütztes Wohnhaus (Umgebinde) mit massivem Anbau wurde 2015 abgerissen (eingeschossiges Umgebindehaus mit zweigeschossigem Anbau, im Dach fünf Fledermausgaupen, zweifarbig verschiefertes Giebeldreieck, originaler Erhaltungszustand). | 08960183 |
|                                         | Wohnhaus (Umgebinde) | Lange Gasse 20 (Karte)                                           | Um 1800 | Obergeschoss Fachwerk verschiefert; regionaltypische Holzbauweise, baugeschichtlich von Bedeutung | 08960184 |
| Direkt Bild zu diesem Denkmal hochladen | Wohnhaus (Umgebinde) | Lange Gasse 22 (Karte)                                           | 1. Hälfte 19. Jahrhundert                                                                                               | Eingeschossiges Umgebindehaus, zweifarbige Giebelverschieferung, ortsbildtypisch, baugeschichtlich von Bedeutung | 08960228 |
| Weitere Bilder                          | Wohnhaus (Umgebinde) | Lange Gasse 23 (Karte)                                           | 1. Hälfte 19. Jahrhundert                                                                                               | Eingeschossiges Umgebindehaus, Giebelseite verbrettert, überwiegend im ursprünglichen ortsbildtypischen Aussehen erhalten, baugeschichtlich von Bedeutung | 08960129 |
| Direkt Bild zu diesem Denkmal hochladen | Wohnhaus (Umgebinde) | Lange Gasse 24 (Karte)                                           | 1. Hälfte 19. Jahrhundert                                                                                               | Obergeschoss Fachwerk verschiefert, Krüppelwalmdach mit drei Fledermausgaupen, baugeschichtlich von Bedeutung | 08960227 |
| Direkt Bild zu diesem Denkmal hochladen | Wohnhaus (Umgebinde) | Lange Gasse 26 (Karte)                                           | Bezeichnet mit 1826 | Doppelstubenhaus, Obergeschoss Fachwerk zweifarbig verschiefert, Krüppelwalmdach mit drei Fledermausgaupen, straßenbildprägend und recht ursprünglich erhalten, baugeschichtlich von Bedeutung | 08960226 |
| Direkt Bild zu diesem Denkmal hochladen | Wohnhaus (Umgebinde) | Lange Gasse 27 (Karte)                                           | 1. Hälfte 19. Jahrhundert                                                                                               | Eingeschossiges Umgebindehaus, zweifarbige Giebelverschieferung, überwiegend im ursprünglichen ortsbildtypischen Aussehen erhalten, baugeschichtlich von Bedeutung | 08960130 |
| Direkt Bild zu diesem Denkmal hochladen | Wohnhaus (Umgebinde) | Lange Gasse 28 (Karte)                                           | 1. Hälfte 19. Jahrhundert                                                                                               | Eingeschossiges Doppelstubenhaus, straßenbildprägend, baugeschichtlich von Bedeutung | 08960225 |
| Direkt Bild zu diesem Denkmal hochladen | Wohnhaus (Umgebinde) | Lange Gasse 30 (Karte)                                           | 1. Hälfte 19. Jahrhundert                                                                                               | Eingeschossiges Umgebindehaus, weitgehend im ursprünglichen Sinne erhalten, straßenbildprägend, baugeschichtlich von Bedeutung | 08960224 |
| Weitere Bilder                          | Wohnhaus (Umgebinde) | Lange Gasse 31 (Karte)                                           | 1. Hälfte 19. Jahrhundert                                                                                               | Obergeschoss Fachwerk verbrettert, abgewandte Giebelseite zweifarbig verschiefert, regionaltypisches Aussehen, baugeschichtlich von Bedeutung | 08960131 |
| Direkt Bild zu diesem Denkmal hochladen | Wohnhaus (Umgebinde) | Lange Gasse 35 (Karte)                                           | 1. Hälfte 19. Jahrhundert                                                                                               | Eingeschossiges Doppelstubenhaus, Umgebindestützen zum Teil profiliert, baugeschichtlich von Bedeutung | 08960132 |
| Direkt Bild zu diesem Denkmal hochladen | Wohnhaus (Umgebinde) | Lange Gasse 37 (Karte)                                           | Um 1850 | Obergeschoss Fachwerk zweifarbig verschiefert, Krüppelwalmdach mit drei Fledermausgaupen, weitgehend im ursprünglichen Aussehen erhalten, baugeschichtlich von Bedeutung | 08960133 |
| Direkt Bild zu diesem Denkmal hochladen | Wohnhaus (Umgebinde) | Lange Gasse 39 (Karte)                                           | Um 1800 | Eingeschossiges Umgebindehaus, weitgehend ursprünglich erhalten, baugeschichtlich von Bedeutung | 08960134 |
| Direkt Bild zu diesem Denkmal hochladen | Wohnhaus (Umgebinde) | Lange Gasse 41 (Karte)                                           | Bezeichnet mit 1842 | Doppelstubenhaus, Obergeschoss Fachwerk, zweifarbig ornamental verschiefert, Krüppelwalmdach mit drei Fledermausgaupen, Umgebinde-Ständer profiliert, Korbbogenportal, im ursprünglichen Aussehen erhalten, baugeschichtlich von Bedeutung | 08960135 |
| Direkt Bild zu diesem Denkmal hochladen | Wohnhaus (Umgebinde) | Lange Gasse 42 (Karte)                                           | 1. Hälfte 19. Jahrhundert                                                                                               | Eingeschossiges Umgebindehaus, ortsbildtypisch, baugeschichtlich von Bedeutung | 08960222 |
| Direkt Bild zu diesem Denkmal hochladen | Wohnhaus (Umgebinde) | Lange Gasse 45 (Karte)                                           | Um 1850 | Doppelstubenhaus, Obergeschoss Fachwerk verkleidet, Krüppelwalmdach mit drei Fledermausgaupen, weitgehend ortsbildtypisch erhalten, baugeschichtlich von Bedeutung | 08960136 |
| Direkt Bild zu diesem Denkmal hochladen | Wohnhaus (Umgebinde), ohne Anbau | Lange Gasse 49 (Karte)                                           | 1. Hälfte 19. Jahrhundert                                                                                               | Obergeschoss Fachwerk ornamental verschiefert, Krüppelwalmdach mit drei Fledermausgaupen, in Konstruktion und Aussehen weitgehend erhaltenes Beispiel Oberlausitzer Holzbauweise, baugeschichtlich von Bedeutung | 08960137 |
| Direkt Bild zu diesem Denkmal hochladen | Wohnhaus (Umgebinde) | Lange Gasse 57 (Karte)                                           | 1. Hälfte 19. Jahrhundert                                                                                               | Eingeschossiges Umgebindehaus, im landschaftstypischen Aussehen erhalten, baugeschichtlich von Bedeutung | 08960223 |
| Direkt Bild zu diesem Denkmal hochladen | Wohnhaus (Umgebinde) | Löbauer Weg 3 (Karte)                                            | Um 1850 | Eingeschossig, ortsbildtypisch, baugeschichtlich von Bedeutung | 08960162 |
| Weitere Bilder                          | Faktorenhaus (Umgebinde) und Seitengebäude | Ludwig-Jahn-Straße 5 (Karte)                                     | 18. Jahrhundert | Breitgelagerter Baukörper, Mansarddach, Obergeschoss Fachwerk zweifarbig verschiefert, Korbbogenportal, Fachwerk-Seitengebäude, von baugeschichtlicher, ortsgeschichtlicher und architektonischer Bedeutung. | 08960119 |
| Weitere Bilder                          | Wohnhaus (Umgebinde) | Ludwig-Jahn-Straße 7 (Karte)                                     | Kern um 1700, Umbau bezeichnet mit 1860                                                                                 | Obergeschoss Fachwerk, teils verbrettert, Doppelstubenhaus, Umgebinde-Konstruktion mit Kopfbändern, Dachhecht, profilierter Granit-Türstock, originales Aussehen an ortsbildprägender Stelle nahe der Kirche, architektonisch und baugeschichtlich von Bedeutung | 08960120 |
| Direkt Bild zu diesem Denkmal hochladen | Villa mit Einfriedung und Garten | Ludwig-Jahn-Straße 9 (Karte)                                     | 1902 | Zweigeschossiger historistischer Putzbau mit im Ortskontext aufwendigem Bauschmuck und Sprenggiebeln, baugeschichtlich von Bedeutung | 08960209 |
| Direkt Bild zu diesem Denkmal hochladen | Wohnhaus (Umgebinde) mit Anbau | Ludwig-Jahn-Straße 11 (Karte)                                    | 1. Hälfte 19. Jahrhundert                                                                                               | Obergeschoss Fachwerk ornamental verschiefert, straßenbildprägend, baugeschichtlich von Bedeutung | 08960218 |
| Direkt Bild zu diesem Denkmal hochladen | Wohnhaus (Umgebinde), ohne Anbau | Ludwig-Jahn-Straße 15 (Karte)                                    | 1. Hälfte 19. Jahrhundert                                                                                               | Eingeschossig, zweifarbige Giebelverschieferung, straßenbildprägend, baugeschichtlich von Bedeutung | 08960219 |
| Direkt Bild zu diesem Denkmal hochladen | Wohnhaus (Umgebinde) | Ludwig-Jahn-Straße 17 (Karte)                                    | Bezeichnet mit 1825 | Obergeschoss Fachwerk zweifarbig verschiefert, Korbbogenportal, straßenbildprägend, baugeschichtlich von Bedeutung | 08960220 |
| Direkt Bild zu diesem Denkmal hochladen | Wohnhaus (Umgebinde) | Ludwig-Jahn-Straße 19 (Karte)                                    | Um 1850 | Eingeschossiges Doppelstubenhaus, Dachhäuschen, straßenbildprägend, baugeschichtlich von Bedeutung | 08960221 |
| Direkt Bild zu diesem Denkmal hochladen | Pfarrhaus | Martin-Luther-Straße 4 (Karte)                                   | 2. Hälfte 19. Jahrhundert                                                                                               | Massiver Bau mit dominantem Eingangsturm (Zwiebelkuppel), ortshistorisch von Belang | 08960154 |
| Direkt Bild zu diesem Denkmal hochladen | Dorfkirche und Kirchhof Walddorf (Sachgesamtheit) | Martin-Luther-Straße 4 (hinter) (Karte)                          | 1907–1909 | Sachgesamtheit Kirche und Kirchhof Walddorf, mit folgenden Einzeldenkmalen: Kirche, Denkmal für die Gefallenen der Kriege von 1866 und 1870/71 (Obelisk) sowie Kriegerdenkmal für die Gefallenen des Ersten Weltkrieges (siehe Einzeldenkmal 08960199) und dem Kirchhof (Gartendenkmal) als Sachgesamtheitsteil; neobarocke Saalkirche von 1907–09, Einbeziehung des barocken Turmes von 1722–29, baugeschichtlich, ortsgeschichtlich und ortsbildprägend von Bedeutung | 09303667 |
| Direkt Bild zu diesem Denkmal hochladen | Kirche, Denkmal für die Gefallenen der Kriege von 1866 und 1870/71 sowie Kriegerdenkmal für die Gefallenen des Ersten Weltkrieges (Einzeldenkmale zu ID-Nr. 09303667) | Martin-Luther-Straße 4 (hinter) (Karte)                          | Nach 1871 (Kriegerdenkmal Deutsch-Französischer Krieg); 1907–1909 (Kirche); nach 1919 (Kriegerdenkmal Erster Weltkrieg) | Einzeldenkmale der Sachgesamtheit Kirche und Kirchhof Walddorf; neobarocke Saalkirche von 1907–09, Einbeziehung des barocken Turmes von 1722–29, baugeschichtlich, ortsgeschichtlich und ortsbildprägend von Bedeutung | 08960199 |
| Direkt Bild zu diesem Denkmal hochladen | Wohnhaus und angebautes Nebengebäude | Martin-Luther-Straße 5 (Nebengebäude: Weberstraße 1a) (Karte)    | 1. Hälfte 19. Jahrhundert (Wohnhaus); um 1900 (Nebengebäude)                                                            | Wohnhaus ehemaliges Umgebindehaus, Obergeschoss Fachwerk mit kunstvoller Verbretterung, Krüppelwalmdach mit Fledermausgaupen, an der Gartenseite Korbbogenportal, Nebengebäude ebenfalls Holzkonstruktion mit prächtig geschnitztem Balkon (beeinflusst vom Schweizerstil), ortsbildprägendes Ensemble, baugeschichtlich von Bedeutung | 08960155 |
| Direkt Bild zu diesem Denkmal hochladen | Wohnhaus (Umgebinde) mit Anbau, ehemaliger Gasthof „Zur Klause“ | Martin-Luther-Straße 8 (Karte)                                   | 18. Jahrhundert | Obergeschoss Fachwerk, Dachhecht, straßenbildprägend, baugeschichtlich und ortsgeschichtlich von Bedeutung | 08960211 |
| Direkt Bild zu diesem Denkmal hochladen | Wohnhaus (Umgebinde), davor Handschwengelpumpe | Martin-Luther-Straße 11 (Karte)                                  | 1. Hälfte 19. Jahrhundert                                                                                               | Eingeschossiges Umgebindehaus in ortstypischer Holzbauweise, Fachwerkgiebel, baugeschichtlich von Bedeutung | 08960202 |
| Direkt Bild zu diesem Denkmal hochladen | Wohnhaus (Umgebinde) | Martin-Luther-Straße 13 (Karte)                                  | 1. Hälfte 19. Jahrhundert                                                                                               | Eingeschossiges Umgebindehaus in ortstypischer Holzbauweise, profilierte Umgebinde-Stützen, Fachwerkgiebel, baugeschichtlich von Bedeutung | 08960203 |
| Direkt Bild zu diesem Denkmal hochladen | Wohnhaus (Umgebinde) | Martin-Luther-Straße 15 (Karte)                                  | 18. Jahrhundert | Obergeschoss Fachwerk verkleidet, in der Konstruktion erhaltenes Beispiel älterer Holzbauweise, ortsbildprägend, baugeschichtlich von Bedeutung | 08960204 |
| Direkt Bild zu diesem Denkmal hochladen | Zwei Produktionsgebäude (verbunden durch Shedhalle), Pförtnerhaus und Heizhaus mit Esse einer Textilfabrik                                                            | Martin-Luther-Straße 17 (Karte)                                  | 1890er Jahre; bezeichnet mit 1914                                                                                       | Architektonisch, technikgeschichtlich und ortshistorisch von Bedeutung, Pförtnerhaus in Ziegelbauweise, Esse ortsbildprägend | 08960212 |
| Direkt Bild zu diesem Denkmal hochladen | Wohnhaus (Umgebinde) | Martin-Luther-Straße 18 (Karte)                                  | Um 1850 | Obergeschoss Fachwerk ornamental verschiefert, Krüppelwalmdach mit fünf Fledermausgaupen, Umgebinde-Stützen profiliert, straßenbildprägend, baugeschichtlich von Bedeutung | 08960213 |
| Direkt Bild zu diesem Denkmal hochladen | Wohnhaus (Umgebinde) mit Anbau sowie Einfriedung | Martin-Luther-Straße 19 (Karte)                                  | 1. Hälfte 19. Jahrhundert                                                                                               | Obergeschoss Fachwerk, zweifarbig verschiefert, teilweise verkleidet, Krüppelwalmdach mit fünf Fledermausgaupen, ortsbildtypisch, baugeschichtlich von Bedeutung | 08960214 |
| Weitere Bilder                          | Wohnhaus (Umgebinde) mit Anbau | Mittelstraße 1 (Karte)                                           | 1. Hälfte 19. Jahrhundert                                                                                               | Obergeschoss Fachwerk verschiefert, Umgebinde-Ständer profiliert, regionaltypisch, baugeschichtlich von Bedeutung | 08960176 |
|                                         | Wohnhaus (Umgebinde) ohne Anbau | Mittelstraße 3 (Karte)                                           | Um 1850 | Obergeschoss Fachwerk zweifarbig verschiefert, baugeschichtlich von Bedeutung | 08960114 |
| Weitere Bilder                          | Wohnhaus (Umgebinde) | Mittelstraße 4 (Karte)                                           | Um 1850 | Obergeschoss Fachwerk verkleidet, Umgebinde-Ständer profiliert, typische Oberlausitzer Holzbauweise, baugeschichtlich von Bedeutung | 08960174 |
| Weitere Bilder                          | Wohnhaus (Umgebinde) | Mittelstraße 8 (Karte)                                           | Um 1850 | Doppelstubenhaus, Obergeschoss Fachwerk verkleidet, Umgebinde-Stützen profiliert, trotz Vorbau weitgehend in ursprünglicher Konstruktion erhalten, baugeschichtlich von Bedeutung. | 08960210 |
| Direkt Bild zu diesem Denkmal hochladen | Wohnhaus (Umgebinde) | Mittelstraße 11 (Karte)                                          | 1. Hälfte 19. Jahrhundert                                                                                               | Eingeschossiges Doppelstubenhaus, Umgebinde-Ständer zum Teil profiliert, Anbau (Umgebinde) unter Schleppdach, Bestandteil der Umgebungsstruktur, baugeschichtlich von Bedeutung | 08960168 |
| Direkt Bild zu diesem Denkmal hochladen | Wohnhaus (Umgebinde) | Schillerweg 1 (Karte)                                            | 1. Hälfte 19. Jahrhundert                                                                                               | Doppelstubenhaus, Obergeschoss Fachwerk verkleidet, weitgehend ursprünglich erhaltene Konstruktion, baugeschichtlich von Bedeutung | 08960122 |
| Direkt Bild zu diesem Denkmal hochladen | Wohnhaus mit Anbau, einstige Bäckerei | Schillerweg 2 (Karte)                                            | 1890er Jahre | Gründerzeitlicher Putzbau mit Ziegelsteinelementen, übergiebelter Mittelrisalit, rhythmisierte Fassade betreffend Verhältnis Öffnung und Wand, im Hof kleine Esse, die Ortsentwicklung dokumentierender Bau, vom Konsumverein gebaut, ortsgeschichtlich und baugeschichtlich von Bedeutung | 08960121 |
| Direkt Bild zu diesem Denkmal hochladen | Wohnhaus (Umgebinde) | Spreequellweg 1 (Karte)                                          | Um 1850 | Obergeschoss Fachwerk verkleidet, Umgebinde-Ständer profiliert, ortsbildtypisch, baugeschichtlich von Bedeutung | 08960161 |
| Direkt Bild zu diesem Denkmal hochladen | Wohnhaus (Umgebinde) | Spreequellweg 2 (Karte)                                          | 2. Hälfte 18. Jahrhundert                                                                                               | Obergeschoss Fachwerk verschiefert, in der ortsbildprägenden Holzbauweise erhalten, baugeschichtlich von Bedeutung. | 08960167 |
| Direkt Bild zu diesem Denkmal hochladen | Wohnhaus (Umgebinde) | Spreequellweg 3 (Karte)                                          | 1. Hälfte 19. Jahrhundert                                                                                               | Eingeschossiges Umgebindehaus, zweifarbige Giebelverschieferung, trotz Veränderungen im regionaltypischen Aussehen erhalten, baugeschichtlich von Bedeutung | 08960169 |
| Direkt Bild zu diesem Denkmal hochladen | Wohnhaus (Umgebinde) | Spreequellweg 5 (Karte)                                          | 2. Hälfte 19. Jahrhundert                                                                                               | Eingeschossiges Umgebindehaus, ortsbildtypisch, baugeschichtlich von Bedeutung | 08960170 |
| Direkt Bild zu diesem Denkmal hochladen | Wohnhaus (Umgebinde) | Spreequellweg 7 (Karte)                                          | 1. Hälfte 19. Jahrhundert                                                                                               | Eingeschossiges Umgebindehaus, im ursprünglichen Umfang erhalten, baugeschichtlich von Bedeutung | 08960171 |
|                                         | Wohnhaus (Umgebinde) | Steinweg 3 (Karte)                                               | Laut Auskunft 1835 | Ortstypisches, eingeschossiges Doppelstubenhaus, baugeschichtlich von Bedeutung | 08960187 |
| Direkt Bild zu diesem Denkmal hochladen | Wohnhaus und angebautes Nebengebäude | Weberstraße 1a (Wohnhaus: Martin-Luther-Straße 5) (Karte)        | 1. Hälfte 19. Jahrhundert (Wohnhaus); um 1900 (Nebengebäude)                                                            | Wohnhaus ehemaliges Umgebindehaus, Obergeschoss Fachwerk mit kunstvoller Verbretterung, Krüppelwalmdach mit Fledermausgaupen, an der Gartenseite Korbbogenportal, Nebengebäude ebenfalls Holzkonstruktion mit prächtig geschnitztem Balkon (beeinflusst vom Schweizerstil), ortsbildprägendes Ensemble, baugeschichtlich von Bedeutung | 08960155 |
| Direkt Bild zu diesem Denkmal hochladen | Wohnhaus (Umgebinde) | Weberstraße 4 (Karte)                                            | 1. Hälfte 19. Jahrhundert                                                                                               | Obergeschoss Fachwerk zweifarbig verschiefert, ortsbildtypisch, baugeschichtlich von Bedeutung | 08960156 |
| Direkt Bild zu diesem Denkmal hochladen | Wohnhaus | Weberstraße 5 (Karte)                                            | 18. Jahrhundert | Obergeschoss Fachwerk verkleidet, steiles Krüppelwalmdach, Zeugnis der älteren Holzbauweise, baugeschichtlich von Bedeutung | 08960158 |
| Direkt Bild zu diesem Denkmal hochladen | Wohnhaus (Umgebinde) | Weberstraße 6 (Karte)                                            | Bezeichnet mit 1836 | Obergeschoss Fachwerk verkleidet, Doppelstubenhaus, Korbbogenportal, Umgebinde-Ständer profiliert, regionaltypische Holzbauweise, straßenbildprägend, baugeschichtlich von Bedeutung | 08960157 |
| Direkt Bild zu diesem Denkmal hochladen | Wohnhaus (Umgebinde) | Weberstraße 8 (Karte)                                            | Mitte 19. Jahrhundert                                                                                                   | Obergeschoss Fachwerk verschiefert, Doppelstubenhaus, Umgebinde-Ständer profiliert, Granit-Türstock, ortsbildtypische Holzbauweise, baugeschichtlich von Bedeutung | 08960159 |
| Direkt Bild zu diesem Denkmal hochladen | Wohnhaus (Umgebinde) mit Anbau | Weberstraße 10 (Karte)                                           | Um 1850 | Obergeschoss Fachwerk verkleidet, trotz Veränderungen weitgehend in der regionaltypischen Holzkonstruktion erhalten, baugeschichtlich von Bedeutung | 08960160 |

## Tabellenlegende
- Bild: Bild des Kulturdenkmals, ggf. zusätzlich mit einem Link zu weiteren Fotos des Kulturdenkmals im Medienarchiv Wikimedia Commons. Wenn man auf das Kamerasymbol klickt, können Fotos zu Kulturdenkmalen aus dieser Liste hochgeladen werden:
- Bezeichnung: Denkmalgeschützte Objekte und ggf. Bauwerksname des Kulturdenkmals
- Lage: Straßenname und Hausnummer oder Flurstücknummer des Kulturdenkmals. Die Grundsortierung der Liste erfolgt nach dieser Adresse. Der Link (Karte) führt zu verschiedenen Kartendiensten mit der Position des Kulturdenkmals. Fehlt dieser Link, wurden die Koordinaten noch nicht eingetragen. Sind diese bekannt, können sie über ein Tool mit einer Kartenansicht einfach nachgetragen werden. In dieser Kartenansicht sind Kulturdenkmale ohne Koordinaten mit einem roten bzw. orangen Marker dargestellt und können durch Verschieben auf die richtige Position in der Karte mit Koordinaten versehen werden. Kulturdenkmale ohne Bild sind an einem blauen bzw. roten Marker erkennbar.
- Datierung: Baubeginn, Fertigstellung, Datum der Erstnennung oder grobe zeitliche Einordnung entsprechend des Eintrags in der sächsischen Denkmaldatenbank
- Beschreibung: Kurzcharakteristik des Kulturdenkmals entsprechend des Eintrags in der sächsischen Denkmaldatenbank, ggf. ergänzt durch die dort nur selten veröffentlichten Erfassungstexte oder zusätzliche Informationen
- ID: Vom Landesamt für Denkmalpflege Sachsen vergebene, das Kulturdenkmal eindeutig identifizierende Objekt-Nummer. Der Link führt zum PDF-Denkmaldokument des Landesamtes für Denkmalpflege Sachsen. Bei ehemaligen Kulturdenkmalen können die Objektnummern unbekannt sein und deshalb fehlen bzw. die Links von aus der Datenbank entfernten Objektnummern ins Leere führen. Ein ggf. vorhandenes Icon  führt zu den Angaben des Kulturdenkmals bei Wikidata.